# IATA空港コードの一覧/D
IATA空港コードの一覧: A - B - C - D - E - F - G - H - I - J - K - L - M - N - O - P - Q - R - S - T - U - V - W - X - Y - Z

## D
この一覧では次のような形式で羅列する。
- IATAコード (ICAOコード) – 空港名 – 空港の所在地

### DA
- DAA (KDAA) – Davison 陸軍飛行場 – バージニア州フォートベルボア、アメリカ合衆国
- DAB (KDAB) – デイトナビーチ国際空港 – フロリダ州デイトナビーチ、アメリカ合衆国
- DAC (VGZR) – ジア国際空港 – ダッカ、バングラデシュ人民共和国
- DAD (VVDN) – ダナン国際空港 – ダナン、ベトナム社会主義共和国
- DAE (VEDZ) – Daporijo 空港 – Daporijo、インド
- DAF (KDAF) – Necedah 空港 – ウィスコンシン州Necedah、アメリカ合衆国
- DAG (KDAG) – Barstow-Daggett 空港 – カリフォルニア州Daggett、アメリカ合衆国
- DAI – ダージリン、インド
- DAL (KDAL) – ダラス・ラブフィールド空港 – テキサス州ダラス、アメリカ合衆国
- DAM (OSDI) – ダマスカス国際空港 – ダマスカス、シリア・アラブ共和国
- DAN (KDAN) – ダンビル地域空港 – バージニア州ダンビル、アメリカ合衆国
- DAP (VNDL) –  Darchula 空港 – Darchula、ネパール
- DAR (HTDA) – ジュリウス・ニエレレ国際空港 – ダルエスサラーム、タンザニア連合共和国
- DAV (MPDA) – Enrique Malek 国際空港 – ダビッド、パナマ共和国
- DAW (KDAW) – Skyhaven 空港 – ニューハンプシャー州ロチェスター、アメリカ合衆国
- DAY (KDAY) – デイトン国際空港 – オハイオ州デイトン、アメリカ合衆国
- DAZ (OADZ) – Darwaz 空港 – Darwaz、アフガニスタン

### DB
- DBA (OPDB) – Dalbandin 空港 – Dalbandin、パキスタン・イスラム共和国
- DBB (HEAL) – エル・アラメイン国際空港 – エル・アラメイン、エジプト・アラブ共和国
- DBD (VEDB) – ダンバード空港 – ジャールカンド州ダンバード、インド
- DBM (HADM) – Debre Marqos 空港 – Debre Markos、エチオピア連邦民主共和国
- DBN (KDBN) – W. H. 'Bud' Barron 空港 – ジョージア州ダブリン、アメリカ合衆国
- DBO (YSDU) – ダボ・シティ空港 – ニューサウスウェールズ州ダボ、オーストラリア連邦
- DBQ (KDBQ) – ダビューク地域空港 – アイオワ州ダビューク、アメリカ合衆国
- DBR (VE89) – ダルバンガー空港 – ビハール州ダルバンガー、インド
- DBT (HADT) –  Debre Tabor 空港 – Debre Tabor、エチオピア
- DBV (LDDU) – ドゥブロヴニク空港 – ドゥブロヴニク、クロアチア共和国
- DBY (YDAY) – Dalby 空港 – クイーンズランド州Dalby、オーストラリア

### DC
- DCA (KDCA) – ロナルド・レーガン・ワシントン・ナショナル空港 – バージニア州アーリントン郡、アメリカ合衆国
- DCF (TDCF) – ケインフィールド空港 – セント・ポール教区ケインフィールド、ドミニカ国
- DCI (LIED) – デチモマンヌ航空基地 – サルデーニャ島、イタリア共和国
- DCK – Dahl Creek 空港 – アラスカ州Dahl Creek、アメリカ合衆国
- DCM (LFCK) – Castres–Mazamet 空港 – カストル、フランス共和国
- DCU (KDCU) – Pryor Field 地域空港 – アラバマ州ディケーター、アメリカ合衆国
- DCY (KDCY) – Daviess 郡空港 – インディアナ州ワシントン、アメリカ合衆国

### DD
- DDC (KDDC) – ドッジシティ地域空港 – カンザス州ドッジシティ、アメリカ合衆国
- DDG (ZYDD) – 丹東浪頭空港、遼寧省丹東市、中華人民共和国
- DDH (KDDH) – William H. Morse State 空港 – バーモント州ベニントン、アメリカ合衆国
- DDT – Duffys Tavern 空港 – アラスカ州Slana、アメリカ合衆国

### DE
- DEA (OPDG) – デラ・ガージ・カーン空港 – パンジャーブ州デラ・ガージ・カーン、パキスタン
- DEB (LHDC) – デブレツェン国際空港 – デブレツェン、ハンガリー共和国
- DEC (KDEC) – ディケーター空港 – イリノイ州ディケーター、アメリカ合衆国
- DED (KDED) – ディランド市営空港 (Sidney H. Taylor Field) – フロリダ州ディランド、アメリカ合衆国
- DED (VIDN) – Jolly Grant 空港 – デヘラードゥーン、インド
- DEE  (UHSM)– メンデレーエフ空港 – 北海道国後島泊村（サハリン州メンデレーエフ）、日本（ロシア連邦）
- DEF (OIAD) – デズフール空港 – デズフール、イラン・イスラム共和国
- DEL (VIDP) – インディラ・ガンディー国際空港 – ニューデリー、インド
- DEM (HADD) – デムビドロ空港 – デムビドロ、エチオピア
- DEN (KDEN) – デンバー国際空港 – コロラド州デンバー、アメリカ合衆国（ステープルトン国際空港）
- DEP (VEDZ) – Daporijo 空港 – Daporijo、インド
- DEQ (KDEQ) – J. Lynn Helms Sevier 郡空港 – アーカンソー州De Queen、アメリカ合衆国
- DES (FSDR) – Desroches 空港 – Desroches 島、セーシェル共和国
- DET (KDET) – Coleman A. Young 国際空港 – ミシガン州デトロイト、アメリカ合衆国
- DEW (KDEW) – Deer Park 空港 – ワシントン州Deer Park、アメリカ合衆国
- DEZ (OSDZ) – デリゾール空港 – デリゾール、シリア・アラブ共和国

### DF
- DFI (KDFI) – ディファイアンス記念空港 – オハイオ州ディファイアンス、アメリカ合衆国
- DFW (KDFW) – ダラス・フォートワース国際空港 – テキサス州ダラス-フォートワース近郊、アメリカ合衆国

### DG
- DGA (MZPB) – ダンリガ空港 – ダンリガ、ベリーズ
- DGE (YMDG) – Mudgee 空港 – ニューサウスウェールズ州Mudgee、オーストラリア連邦
- DGL (KDGL) – ダグラス市営空港 – アリゾナ州ダグラス、アメリカ合衆国
- DGO (MMDO) – General Guadalupe Victoria 国際空港 – ドゥランゴ州ドゥランゴ、メキシコ合衆国
- DGP (EVDA) – ダウガフピルス国際空港 – ダウガフピルス、ラトビア共和国
- DGT (RPVD) – ドゥマゲテ空港 – ドゥマゲテ、フィリピン共和国
- DGW (KDGW) – コンバース郡空港 – ワイオミング州ダグラス、アメリカ合衆国

### DH
- DHA (OEDR) – キング・アブドラアジズ飛行場 – ダーラン、サウジアラビア王国
- DHF (OMAM) – Al Dhafra 空軍基地 – アブダビ市、アラブ首長国連邦
- DHI (VNDH) – Dhangadhi 空港 – Dhangadhi、ネパール
- DHM (VIGG) – Kangra 空港 – Kangra、インド
- DHN (KDHN) – ドーサン地域空港 – アラバマ州ドーサン、アメリカ合衆国
- DHR (EHKD) – De Kooy 空港 – デン・ヘルダー、オランダ王国
- DHT (KDHT) – Dalhart 市営空港 – テキサス州Dalhart、アメリカ合衆国

### DI
- DIA (OTBD) – ドーハ国際空港 – ドーハ、カタール国
- DIB (VEMN) – ディブルガル空港 – ディブルガル、インド
- DIE (FMNA) – Arrachart 空港 – アンツィラナナ、マダガスカル共和国
- DIG (ZPDQ) - デチェン・シャングリラ空港 - シャングリラ市、中華人民共和国
- DIJ (LFSD) – ディジョン＝ロングヴィック空軍基地 – コート=ドール県ディジョン、フランス共和国
- DIK (KDIK) – Dickinson Theodore Roosevelt 地域空港 – ノースダコタ州ディッキンソン、アメリカ合衆国
- DIL (WPDL) – プレジデンテ・ニコラウ・ロバト国際空港 – ディリ、東ティモール民主共和国
- DIM (DIDK) – ディンボクロ空港 – ディンボクロ、コートジボワール共和国
- DIP (DFED) – Diapaga 空港 – Diapaga、ブルキナファソ
- DIR (HADR) – アバ・テナ・デジャズマッチ・イルマ国際空港 – ディレ・ダワ、エチオピア
- DIS (FCPD) – ドリシー空港 – ドリシー、コンゴ共和国
- DIV (DIDV) – ディヴォ空港 – 下ジブア州ディヴォ、コートジボワール
- DIY (LTCC) – ディヤルバクル空港 – ディヤルバクル、トルコ共和国

### DJ
- DJA (DBBD) – ジューグー空港 – ドンガ県ジューグー、ベナン共和国
- DJB (WIPA) – Sultan Thaha 空港 – ジャンビ、インドネシア共和国
- DJE (DTTJ) – ジェルバ＝ザルジス国際空港 – ジェルバ島、チュニジア共和国
- DJG (DAAJ) – Tiska Djanet空港 – ジャーネット、アルジェリア民主人民共和国
- DJJ (WAJJ) – センタニ空港 – ジャヤプラ、インドネシア共和国
- DJM (FCBD) – ジャンバラ空港 – プラトー県ジャンバラ、コンゴ共和国
- DJO (DIDL) – ダロア空港 – ダロア、コートジボワール共和国

### DK
- DKB (KDKB) – DeKalb Taylor 市営空港 – イリノイ州デカルブ、アメリカ合衆国
- DKK (KDKK) – Chautauqua County/Dunkirk 空港 – ニューヨーク州Dunkirk、アメリカ合衆国
- DKR (KDKR) – ヒューストン郡空港 – テキサス州クロケット、アメリカ合衆国
- DKR (GOOY) – レオポルド・セダール・サンゴール国際空港 – ダカール、セネガル共和国
- DKS (UODD) – Dikson 空港 – ディクソン、ロシア連邦
- DKX (KDKX) – Knoxville Downtown Island 空港 – テネシー州ノックスビル、アメリカ合衆国

### DL
- DLA (FKKD) – ドゥアラ国際空港 – ドゥアラ、カメルーン共和国
- DLC (ZYTL) – 大連周水子国際空港 – 遼寧省大連、中華人民共和国
- DLC (KDLC) – Dillon 郡空港 – サウスカロライナ州Dillon、アメリカ合衆国
- DLD (ENDI) – Dagali 空港 – Geilo、ノルウェー王国
- DLE (LFGJ) – Dole–Jura 空港 – ドル、フランス共和国
- DLF (KDLF) – ラフリン空軍基地 – テキサス州デルリオ、アメリカ合衆国
- DLG (PADL) – Dillingham 空港 – アラスカ州Dillingham、アメリカ合衆国
- DLH (KDLH) – ダルース国際空港 – ミネソタ州ダルース、アメリカ合衆国
- DLL (KDLL) – Baraboo Wisconsin Dells 空港 – ウィスコンシン州ブラブー、アメリカ合衆国
- DLM (LTBS) – ダラマン空港 – ムーラ県ダラマン、トルコ共和国
- DLN (KDLN) – Dillon 空港 – モンタナ州Dillon、アメリカ合衆国
- DLO (KDLO) – デラノ市営空港 – カリフォルニア州デラノ、アメリカ合衆国
- DLS (KDLS) – Columbia Gorge 地域空港（ザ・ダルズ市営空港）– ザ・ダルズ、アメリカ合衆国
- DLU (ZPDL) - 大理空港 - 雲南省大理市、中華人民共和国
- DLZ (KDLZ) – デラウェア市営空港 – オハイオ州デラウェア、アメリカ合衆国

### DM
- DMA (KDMA) – デビスモンサン空軍基地 – アリゾナ州ツーソン、アメリカ合衆国
- DMB (UADD) – タラズ空港 – ジャンブール州タラズ、カザフスタン共和国
- DMD (YDMG) – Doomadgee 空港 – クイーンズランド州Doomadgee、オーストラリア連邦
- DME (UUDD) – ドモジェドヴォ国際空港 – モスクワ、ロシア連邦
- DMK (VTBD) – ドンムアン国際空港 – バンコク、タイ王国
- DMM (OEDF) – キング・ファハド国際空港 – ダンマーム、サウジアラビア王国
- DMN (KDMN) – デミング市営空港 – ニューメキシコ州デミング、アメリカ合衆国
- DMO (KDMO) – セデーリア記念空港 – ミズーリ州セデーリア、アメリカ合衆国
- DMU (VEMR) – Dimapur 空港 – Dimapur、インド
- DMW (KDMW) – キャロル郡地域空港（Jack B. Poage Field）– メリーランド州ウェストミンスター、アメリカ合衆国

### DN
- DNA (RODN) – 嘉手納飛行場 – 沖縄県中頭郡嘉手納町、中頭郡北谷町、沖縄市、日本
- DND (EGPN) – ダンディー空港 – ダンディー、イギリス
- DNH (ZLDH) - 敦煌空港 - 甘粛省敦煌市、中華人民共和国
- DNI (HSWD) - ワドメダニ空港 - ジャジーラ州ワドメダニ、スーダン共和国
- DNK (UKDD) – ドニプロペトロウシク国際空港 – ドニプロペトロウシク、ウクライナ
- DNL (KDNL) – Daniel Field – ジョージア州オーガスタ、アメリカ合衆国
- DNN (KDNN) – Dalton 市営空港 – ジョージア州Dalton、アメリカ合衆国
- DNR (LFRD) – Dinard/Plertuit/St. Malo 空港 – ディナール、フランス共和国
- DNS (KDNS) – デニソン市営空港 – アイオワ州デニソン、アメリカ合衆国
- DNV (KDNV) – ヴァーミリオン郡空港 – イリノイ州ダンビル、アメリカ合衆国
- DNX (HSGG) - Galegu 空港 - センナール州ディンダー、スーダン共和国

### DO
- DOG (HSDN) – ドンゴラ空港 – ドンゴラ、スーダン共和国
- DOH (OTHH) – ハマド国際空港 – ドーハ、カタール
- DOK (UKCC) – ドネツィク国際空港 – ドネツィク、ウクライナ
- DOL (LFRG) – Deauville/Saint Gatien 空港 – ドーヴィル、フランス共和国
- DOM (TDPD) – ダグラス=チャールズ空港 – マリゴ、ドミニカ国
- DOP (VNDP) – ドルパ空港 – カルナリ県ドルパ郡、ネパール
- DOR (DFEE) – ドリ空港 – セノ県ドリ、ブルキナファソ
- DOT (SADD) – Don Torcuato 国際空港 – ブエノスアイレス、アルゼンチン共和国
- DOV (KDOV) – ドーバー空軍基地 – デラウェア州ドーバー、アメリカ合衆国
- DOY (ZSDY) – 東営勝利空港 – 山東省東営市墾利区、中華人民共和国

### DP
- DPA (KDPA) – DuPage 空港 – イリノイ州ウエストシカゴ、アメリカ合衆国
- DPG (KDPG) – マイケル陸軍飛行場 – ユタ州ダグウェイ実験場,、アメリカ合衆国
- DPL (RPMG) – ディポログ空港 – ディポログ、フィリピン共和国
- DPO (YDPO) – デボンポート空港 – タスマニア州デボンポート、オーストラリア連邦
- DPS (WADD) – ングラ・ライ国際空港 – バリ島デンパサール、インドネシア共和国

### DQ
- DQA (ZYDQ) – 大慶サルト空港 – 黒龍江省大慶市、中華人民共和国

### DR
- DRA (KDRA) – デザートロック空港 – ネバダ州マーキュリー、アメリカ合衆国
- DRB (YDBY) – Derby 空港 – 西オーストラリア州Derby、オーストラリア連邦
- DRE (KDRM) – Drummond 島空港 – ミシガン州Drummond Township、アメリカ合衆国
- DRG (PADE) – Deering 空港 – アラスカ州Deering、アメリカ合衆国
- DRI (KDRI) – Beauregard 地域空港 – ルイジアナ州DeRidder、アメリカ合衆国
- DRN (YDBI) –  Dirranbandi 空港 – クイーンズランド州Dirranbandi、オーストラリア連邦
- DRO (KDRO) – Durango-La Plata 郡空港 – コロラド州デュランゴ、アメリカ合衆国
- DRS (EDDC) – ドレスデン空港– ザクセン州ドレスデン、ドイツ連邦共和国
- DRT (KDRT) – デル・リオ国際空港 – テキサス州デル・リオ、アメリカ合衆国
- DRW (YPDN) – ダーウィン国際空港 – ノーザンテリトリー準州ダーウィン、オーストラリア連邦

### DS
- DSA (EGCN) – Robin Hood Airport Doncaster Sheffield – ドンカスター、イングランド、イギリス
- DSC (FKKS) – Dschang 空港 – Dschang、カメルーン共和国
- DSK (OPDI) – Dera Ismail Khan 空港 – Dera Ismail Khan、パキスタン
- DSM (KDSM) – デモイン国際空港 – アイオワ州デモイン、アメリカ合衆国
- DSO (ZKSD) – 宣徳飛行場 – 咸鏡南道定平郡、朝鮮民主主義人民共和国
- DSS (GOBD) – ブレーズ・ジャーニュ国際空港 – ダカール、セネガル共和国
- DSV (KDSV) – ダンズビル群営空港 – ニューヨーク州ダンズビル、アメリカ合衆国
- DSX (RCLM) – 東沙空港 – 東沙諸島・東沙島、中華民国

### DT
- DTA (KDTA) – Delta Municipal 空港 – ユタ州デルタ、アメリカ合衆国
- DTG (KDTG) – Dwight 空港 – イリノイ州Dwight、アメリカ合衆国
- DTL (KDTL) – Detroit Lakes 空港（Wething Field）– ミネソタ州Detroit Lakes、アメリカ合衆国
- DTM (EDLW) – ドルトムント空港（Flughafen Dortmund）– ドルトムント、ドイツ連邦共和国
- DTN (KDTN) – シュリーブポート・ダウンタウン空港 – ルイジアナ州シュリーブポート、アメリカ合衆国
- DTO (KDTO) – デントン市営空港 – テキサス州デントン、アメリカ合衆国
- DTS (KDTS) – Destin-Fort Walton Beach 空港 – フロリダ州Destin、アメリカ合衆国
- DTT – すべての空港 – ミシガン州デトロイト、アメリカ合衆国
- DTW (KDTW) – デトロイト・メトロポリタン・ウェイン・カウンティ空港 – ミシガン州デトロイト、アメリカ合衆国

### DU
- DUA (KDUA) – Durant Regional Airport–Eaker Field – オクラホマ州Durant、アメリカ合衆国
- DUB (EIDW) – ダブリン空港 – ダブリン、アイルランド共和国
- DUC (KDUC) – Halliburton Field – オクラホマ州ダンカン、アメリカ合衆国
- DUD (NZDN) – ダニーデン国際空港 – ダニーデン、ニュージーランド
- DUE (FNDU) – ドゥンド空港 – ルンダ・ノルテ州ドゥンド、アンゴラ共和国
- DUG (KDUG) – ビスビー・ダグラス国際空港 – アリゾナ州ビスビー/ダグラス、アメリカ合衆国
- DUJ (KDUJ) – ドゥボイズ地域空港 – ペンシルベニア州ドゥボイズ、アメリカ合衆国
- DUQ – ダンカン空港 – ブリティッシュコロンビア州ダンカン、カナダ
- DUR (FALE) – キング・シャカ国際空港　– ダーバン、南アフリカ共和国
- DUS (EDDL) – デュッセルドルフ空港 – デュッセルドルフ、ドイツ連邦共和国
- DUT (PADU) – ウナラスカ空港 – アラスカ州ウナラスカ、アメリカ合衆国
- DUX (KDUX) – ムーア郡空港 – テキサス州Dumas、アメリカ合衆国

### DV
- DVK (KDVK) – Stuart Powell Field – ケンタッキー州ダンビル、アメリカ合衆国
- DVL (KDVL) – Devils Lake 市営空港 – ノースダコタ州Devils Lake、アメリカ合衆国
- DVN (KDVN) – ダベンポート市営空港 – アイオワ州ダベンポート、アメリカ合衆国
- DVO (RPWD) – ダバオ国際空港 – ダバオ市、フィリピン共和国
- DVO (KDVO) – マリン郡空港 – カリフォルニア州ノバト、アメリカ合衆国
- DVP (KDVP) – Slayton 市営空港 – ミネソタ州Slayton、アメリカ合衆国
- DVT (KDVT) – フェニックス・ディアー・バレー空港 – アリゾナ州フェニックス、アメリカ合衆国

### DW
- DWA (FWDW) – Dwanga 空港 – Dwanga、マラウイ
- DWB (FMNO) – Soalala 空港 – Soalala、マダガスカル
- DWH (KDWH) – David Wayne Hooks 記念空港 – テキサス州ヒューストン、アメリカ合衆国
- DWU (KDWU) – アシュランド地域空港 – ケンタッキー州Worthington、アメリカ合衆国

### DX
- DXB (OMDB) – ドバイ国際空港 – ドバイ、アラブ首長国連邦
- DXE (KDXE) – デキスター市営空港 – ミズーリ州デキスター、アメリカ合衆国
- DXR (KDXR) – ダンベリー市営空港 – コネチカット州ダンベリー、アメリカ合衆国
- DXX (KDXX) – Lac qui Parle 郡空港 – ミネソタ州マディソン、アメリカ合衆国

### DY
- DYA (YDYS) – Dysart 空港 – クイーンズランド州Dysart、オーストラリア
- DYB (KDYB) – サマービル空港 – サウスカロライナ州サマービル、アメリカ合衆国
- DYG (ZGDY) – 張家界荷花国際空港 – 湖南省張家界市、中華人民共和国
- DYL (KDYL) – ドイルズタウン空港 – ペンシルベニア州ドイルズタウン、アメリカ合衆国
- DYR (UHMA)– ウゴリヌイ空港 – チュクシ自治管区アナディリ、ロシア連邦
- DYS (KDYS) – ダイエス空軍基地 – テキサス州アビリーン、アメリカ合衆国
- DYT (KDYT) – スカイハーバー空港 – ミネソタ州ダルース、アメリカ合衆国
- DYU (UTDD) – ドゥシャンベ空港 – ドゥシャンベ、タジキスタン共和国

### DZ
- DZA (FMCZ) – Dzaoudzi Pamandzi 国際空港 – ザウジ、マヨット、フランス
- DZN (UAKD) – ジェズカズガン空港 – ジェズカズガン、カザフスタン共和国
- DZO (SUDU) – Santa Bernardina 国際空港 – ドゥラスノ、ウルグアイ東方共和国